# Господинци
Господѝнци е село в Югозападна България, област Благоевград, община Гоце Делчев. До 1934 година името на селото е Циропол.

## География
Село Господинци се намира в планински район.

## История
Над селото е разположена античната и средновековна Господинска крепост, охраняваща прохода Момина клисура. В XIX век Циропол е българо-мохамеданско село в Неврокопска кааза на Османската империя. В „Етнография на вилаетите Адрианопол, Монастир и Салоника“, издадена в Константинопол в 1878 година и отразяваща статистиката на населението от 1873 година, Зирополе (Ziropolé) е посочено като село с 55 домакинства и 140 жители помаци.
Според Стефан Веркович към края на XIX век Церово (Зирополе) има християнско мъжко население 55 души, което живее в 187 къщи.
В 1891 година Георги Стрезов пише за селото:
| „ | Цирополе, на С от Неврокоп. Разположено е в една долинка до Надумшница, приток от Места. Жителите са всички помаци, земледелци. 50 къщи. Около Цирополе се виждат развалини от няколко стари църкви. Една от тях помаците и сега си я казват „Св. Дух“. | “ |

Според известната статистика на Васил Кънчов („Македония. Етнография и статистика“) към 1900 година в селото живеят 270 българи-мохамедани в 45 къщи..

## Население

### Етнически състав
Преброяване на населението през 2011 г.
Численост и дял на етническите групи според преброяването на населението през 2011 г.:
|                     | Численост |
| Общо                | 508       |
| Българи             | 498       |
| Турци               | -         |
| Цигани              | -         |
| Други               | -         |
| Не се самоопределят | -         |
| Неотговорили        | 6         |

## Културни и природни забележителности
В село Господинци може да се видят красиви релефни форми. Сред най-известните забележителности са: Цирива скала, пещерата Салъхова дупка, която все още не е изследвана. Каньонът в местността Караасанов мост, който се намира на някогашния пряк път към село Осиково е една много красива местност. Над селото се извисява самотният връх Градището, на който е имало крепост от Втората българска държава. Оттук идва някогашното име на селото: полис – град, цир – връх → Цирополис. Градището, погледнат от която и да е страна, има форма на пирамида.